# Ancien tribunal de Murat
L'ancien tribunal de Murat est un ancien tribunal situé en France sur la commune de Murat, en région Auvergne-Rhône-Alpes.

## Localisation
Le monument se trouve 4 rue Faubourg-Notre-Dame dans le centre de Murat.

## Historique
Il s'agit d'un ancien couvent de Dominicains, construit entre 1771 et 1780, et transformé en tribunal au XIXe siècle.

### Protection
Les façades et toitures sont inscrites au titre des monuments historiques par arrêté du 7 octobre 1991.